# Diensdorf-Radlow
Diensdorf-Radlow é um município da Alemanha, situado no distrito de Oder-Spree, no estado de Brandemburgo. Tem 9,34 km² de área, e sua população em 2019 foi estimada em 604 habitantes.